# Lonrai
Lonrai és un municipi francès situat al departament de l'Orne i a la regió de Normandia. L'any 2007 tenia 963 habitants.

## Demografia

### Població
El 2007 la població de fet de Lonrai era de 963 persones. Hi havia 364 famílies de les quals 64 eren unipersonals (40 homes vivint sols i 24 dones vivint soles), 140 parelles sense fills, 152 parelles amb fills i 8 famílies monoparentals amb fills.
La població ha evolucionat segons el següent gràfic:
Habitants censats

### Habitatges
El 2007 hi havia 389 habitatges, 360 eren l'habitatge principal de la família, 10 eren segones residències i 19 estaven desocupats. 365 eren cases i 23 eren apartaments. Dels 360 habitatges principals, 293 estaven ocupats pels seus propietaris, 63 estaven llogats i ocupats pels llogaters i 4 estaven cedits a títol gratuït; 8 tenien una cambra, 14 en tenien dues, 32 en tenien tres, 71 en tenien quatre i 235 en tenien cinc o més. 308 habitatges disposaven pel capbaix d'una plaça de pàrquing. A 115 habitatges hi havia un automòbil i a 235 n'hi havia dos o més.

### Piràmide de població
La piràmide de població per edats i sexe el 2009 era:
| Homes | Edats   | Dones |
| ----- | ------- | ----- |
| 0     | 95 o +  | 0     |
| 0     | 90 a 94 | 0     |
| 8     | 85 a 89 | 4     |
| 8     | 80 a 84 | 8     |
| 12    | 75 a 79 | 8     |
| 16    | 70 a 74 | 12    |
| 24    | 65 a 69 | 16    |
| 8     | 60 a 64 | 20    |
| 24    | 55 a 59 | 16    |
| 72    | 50 a 54 | 56    |
| 36    | 45 a 49 | 36    |
| 24    | 40 a 44 | 32    |
| 32    | 35 a 39 | 20    |
| 12    | 30 a 34 | 24    |
| 24    | 25 a 29 | 20    |
| 24    | 20 a 24 | 24    |
| 28    | 15 a 19 | 32    |
| 32    | 10 a 14 | 4     |
| 24    | 5 a 9   | 16    |
| 16    | 0 a 4   | 24    |

## Economia
El 2007 la població en edat de treballar era de 631 persones, 470 eren actives i 161 eren inactives. De les 470 persones actives 446 estaven ocupades (245 homes i 201 dones) i 24 estaven aturades (7 homes i 17 dones). De les 161 persones inactives 85 estaven jubilades, 51 estaven estudiant i 25 estaven classificades com a «altres inactius».

### Ingressos
El 2009 a Lonrai hi havia 369 unitats fiscals que integraven 1.010,5 persones, la mediana anual d'ingressos fiscals per persona era de 19.683 €.

### Activitats econòmiques
Dels 43 establiments que hi havia el 2007, 1 era d'una empresa alimentària, 2 d'empreses de fabricació de material elèctric, 4 d'empreses de fabricació d'altres productes industrials, 9 d'empreses de construcció, 9 d'empreses de comerç i reparació d'automòbils, 5 d'empreses de transport, 4 d'empreses financeres, 1 d'una empresa immobiliària, 6 d'empreses de serveis, 1 d'una entitat de l'administració pública i 1 d'una empresa classificada com a «altres activitats de serveis».
Dels 10 establiments de servei als particulars que hi havia el 2009, 1 era un taller de reparació d'automòbils i de material agrícola, 1 paleta, 2 fusteries, 3 lampisteries, 2 electricistes i 1 perruqueria.
L'únic establiment comercial que hi havia el 2009 era una carnisseria.
L'any 2000 a Lonrai hi havia 13 explotacions agrícoles que ocupaven un total de 720 hectàrees.

## Equipaments sanitaris i escolars
El 2009 hi havia una escola elemental integrada dins d'un grup escolar amb les comunes properes formant una escola dispersa.

## Poblacions més properes
El següent diagrama mostra les poblacions més properes.